# MBSメディアホールディングス
株式会社MBSメディアホールディングス（エムビーエスメディアホールディングス、英: MBS MEDIA HOLDINGS, INC.）は、2017年4月1日に設立された認定放送持株会社である。近畿広域圏を放送対象地域とする日本の特定地上基幹放送事業者である株式会社毎日放送（MBS）が商号変更・会社分割を行って設立した。大阪府大阪市北区茶屋町に本社を置く。

## 概要
毎日放送（MBS）は、1951年（昭和26年）9月1日正午に日本における民間放送ラジオ局の第2号として「新日本放送株式会社」（しんにっぽんほうそう、略称・NJB）が開局し、ラジオ放送を開始。1958年（昭和33年）6月1日に商号を「株式会社毎日放送」（まいにちほうそう、略称・MBS）に改め、1959年（昭和34年）3月1日にはテレビ放送も開始した。
ラジオは、開局時はラジオ東京（JOKR。現・TBSラジオ）、中部日本放送（CBC。現・CBCラジオ）とネットを組むことが多かった。その後、日本文化放送（NCB。現・文化放送）の開局に伴い、同局ともネットワークを締結。またニッポン放送（JOLF。1954年（昭和29年）開局）とは「FOLスポーツネットワーク（FOLは3局のコールサイン…FR[RKB]・OR[MBS]・LFの頭文字を組み合わせた物）」をRKB毎日放送（RKB）と共に結成。1964年（昭和39年）、TBSラジオの提唱により、同局昼枠『オーナー』の同時ネットをRKBと共に行った。翌1965年（昭和40年）このネットワークを母体としてJRNが発足。朝日放送（ABC）と共に加盟した。次いで文化放送・ニッポン放送をキー局とするNRNにも加盟。現在は、事実上JRNとNRNのクロスネットとなっている。またテレビは、開局時に日本教育テレビ（NET、現・テレビ朝日）とフジテレビジョン（CX）をキー局としていたが、関西テレビ放送（KTV）へのCX系番組完全移行に伴い、CXのネットワークから脱退。1975年（昭和50年）3月31日には、テレビのネットワークを朝日放送（ABC）とトレード（いわゆる“腸捻転”解消）する形で、これまでのNETと東京12チャンネル（現・テレビ東京）のクロスネットから、東京放送（TBS、現・TBSテレビ）をキー局とする系列の準キー局にネットチェンジした。ニュース系列もABCとのトレードでANNを脱退し、5社連盟（HBC、TBS、CBC、MBS、RKB）・JNNに加盟し現在に至る。
近年の日本における放送事情は、テレビのアナログ放送からデジタル放送への完全移行やAMを親局とするラジオのFM補完放送（ワイドFM）の開始など、放送業界全体で事業環境が変化を遂げている。また、インターネットやスマートフォンなどの普及によるメディア環境の変化も持株会社移行の背景にあり、資本提携に備えて迅速に対応できる体制にするという。
毎日放送も、こうした事情をにらみ、非上場企業ながら放送持株会社への移行を計画。2016年（平成28年）7月28日に持株会社の移行準備会社として「毎日放送分割準備株式会社」を設立し、2017年（平成29年）4月1日を以て現法人（初代）の株式会社毎日放送は、放送法の諸手続や総務大臣の認可等を経て「株式会社MBSメディアホールディングス」に商号変更、現法人が所有するテレビ・ラジオの放送免許・放送事業全般の業務は毎日放送分割準備から商号変更した新法人（2代目）の「株式会社毎日放送」が承継した。2代目毎日放送は、MBSメディアホールディングスの傘下に入った。
日本の放送持株会社は、フジ・メディア・ホールディングス（フジHD）、東京放送ホールディングス（TBSHD、現・TBSホールディングス）、テレビ東京ホールディングス（TXHD）、日本テレビホールディングス（日テレHD）、テレビ朝日ホールディングス（テレビ朝日HD）、中部日本放送（CBC）、RKB毎日ホールディングス（RKBHD）に次いで全国で8番目、在阪準キー局の放送持株会社移行および非上場の民放局の持株会社移行は、毎日放送が初となり、TBS系列局の放送局を子会社に置く放送持株会社としてはTBSホールディングス・中部日本放送・RKB毎日ホールディングスに次いで4社目となる。
発足時点ではラジオ・テレビの分社化は行わず、放送事業を一括して行うラテ兼営を維持していたが、2021年（令和3年）4月1日付で毎日放送のラジオ部門を「株式会社MBSラジオ」として分社・独立させた。
今回の持株会社移行に伴い、新法人の株式会社毎日放送と、株式会社GAORA、株式会社MBS企画を事業子会社化するほか、複数の放送局を傘下に置くことも可能となる。
また2023年（令和5年）4月14日、完全子会社である株式会社MBSイノベーションドライブが、コンテンツ領域での事業拡大を目指すためにVtuber事務所である.LIVEを運営する株式会社アップランドの発行株式総数の過半数を取得し、完全子会社化することを発表。

### ラジオの分社化
前述の通り、発足時からは放送事業会社の毎日放送はラテ兼営を維持しているが、開局70周年に当たる2021年（令和3年）10月1日を目処に吸収分割によるラジオの分社化を行う方針であることを2020年（令和2年）5月28日に発表した。同日付でMBSメディアホールディングスの子会社として分割準備会社として「毎日放送ラジオ分割準備株式会社 」を設立し、関係省庁による許認可を得た上で新・毎日放送からラジオ関連事業及び放送免許を分割準備会社に承継、商号変更してラジオ事業会社にするとともに、2代目毎日放送も商号変更の上でテレビ事業会社へ変更するスキームを取る。これによりラテ兼営の在阪局は消滅し、在阪5局全てがテレビ単営局として運営することになる。なお新会社の商号や免許継承に伴うコールサインの変更については発表時点では未定となっていた。その後2020年（令和2年）8月26日の社長記者会見において、分社化の計画を半年間前倒しし2021年（令和3年）4月1日を目処に分社化すると発表し、2021年（令和3年）1月20日の社長記者会見において分割準備会社の商号を「株式会社MBSラジオ」に変更、テレビ事業会社については「株式会社毎日放送」のまま商号変更しないことを発表した。

## 資本構成
「MBSメディアホールディングス」および「毎日放送（2017年3月31日以前）」の資本構成。
企業・団体は当時の名称。出典：

### 概要
- これまで自社の大株主にはTBSHDが入っていなかったが、2005年度中に取得[注釈 6]した模様。
  - 在阪放送局中、同社と読売テレビ（ytv）、関西テレビ（KTV）の3社が各々の在京キー局（TBSテレビ、日本テレビ（NTV）、フジテレビ（CX））の大株主となっている。なお、読売テレビと関西テレビは元来持ち合いの目的でキー局株を取得したものだが、毎日放送は事情が異なり、1977年（昭和52年）に経営危機で再建策がとられた毎日新聞社から肩代わりする形で株式を取得したもので（上位10社に入らない範囲での保有は継続）、毎日新聞社が株式の大半を手放して以降は、TBSHDとともに毎日新聞社とは一定の距離を保ってきたが、一連のマスコミ株式を巡る騒動を契機に、ネットワークの再団結を図る狙いがあるものと見られる。
  - また、これとは別にTBSHDが安定株主対策として、毎日放送や電通などに第三者割当増資を行った際の見返りとして毎日放送株を取得し、持ち合いとなったとみられる。
  - 毎日新聞社とは、前身の新日本放送時代は大株主であったが、1977年の経営悪化の際、新旧分離経営を行うにあたって、東京放送（現・TBSHD）共々、株式会社毎日新聞社（旧社=債務整理のための清算会社に移行）が保有していた株式を手放し、毎日放送への毎日新聞社の出資株を東京放送に譲渡する代わりとして、毎日新聞株式会社（新社=本来の新聞・出版業務の受け皿会社）にTBS・MBSがそろって出資し、MBSテレビの夕方のニュース番組にスポンサーとして協賛するなど、一定の関係は保っているが、現・毎日新聞グループホールディングスはMBSMHD・TBSHDとも株主の上位には名を連ねていない。
- 2007年（平成19年）1月30日、58億円の第三者割当増資（普通株式290万株）を実施。引受先は電通や東レ、TBSHDなど既存株主のほかコクヨや大和ハウス工業など計15社。調達資金はスタジオや制作・事業機能の茶屋町本社付近への集約や、地上デジタル放送対応に充てる。新株の発行価格は2000円。その結果、資本金は増資額の半分の29億円分増加し11億7249万円から40億7249万円となり、残る29億円は資本準備金に組入れ。
- 腸捻転時代のキー局だった日本教育テレビ（現・テレビ朝日HD）は上位株主には名を連ねていなかった。

### 2016年3月31日
| 資本金       | 発行済株式総数 | 株主数 |
| ------------ | -------------- | ------ |
| 40億7249万円 | 26,349,800株   | 278    |

| 株主                                              | 株式数    | 比率  |
| ------------------------------------------------- | --------- | ----- |
| 東京放送ホールディングス                          | 2,570千株 | 9.75% |
| ソニー                                            | 1,172千株 | 4.44% |
| りそな銀行                                        | 1,166千株 | 4.42% |
| 三菱東京UFJ銀行                                   | 1,166千株 | 4.42% |
| 三井住友銀行                                      | 1,166千株 | 4.42% |
| 日本電気                                          | 0,938千株 | 3.56% |
| 大林組                                            | 0,842千株 | 3.19% |
| 日本生命保険                                      | 0,774千株 | 2.94% |
| 第一生命保険 ※常任代理人 資産管理サービス信託銀行 | 0,744千株 | 2.82% |
| 電通                                              | 0,650千株 | 2.46% |

### 株式を保有している放送局
2015年3月31日時点。
| 出資企業                   | 株式数      | 計上額       |
| -------------------------- | ----------- | ------------ |
| 東京放送ホールディングス   | 6,576,100株 | 99億6900万円 |
| テレビ東京ホールディングス | 518,050株   | 11億4300万円 |
| RKB毎日ホールディングス    | 990,000株   | 9億7800万円  |
| あいテレビ                 | 6,802株     | 3億4000万円  |
| FM802                      | 3,120株     | 3億2300万円  |
| WOWOW                      | 70,000株    | 2億6800万円  |
| 中部日本放送               | 418,900株   | 2億5700万円  |
| テレビユー福島             | 1,000株     | 1億1000万円  |
| 北海道放送                 | 60株        | 7400万円     |
| 広島ホームテレビ           | 50,000株    | 2500万円     |

| 出資企業                         | 株式数    | 計上額       |
| -------------------------------- | --------- | ------------ |
| 電通                             | 357,700株 | 18億4200万円 |
| 博報堂DYホールディングス         | 200,000株 | 2億5500万円  |
| 毎日新聞グループホールディングス | 240,800株 | 1億2500万円  |
| ベイ・コミュニケーションズ       | 2,000株   | 1億1200万円  |
| ジェイコムウエスト               | 2,684株   | 1億0400万円  |

解説

テレビ東京ホールディングスと広島ホームテレビの株式を所有しているのは、いわゆる「腸捻転」の名残である。

テレビユー福島については、2005年のマスメディア集中排除原則に基づく総務省の点検の結果、キー局のTBSが制限を超えて直接保有していた分の一部を引き取ったものである。なお毎日放送自体は各局に対する株式の保有比率が極めて低く、10%を超えて保有している局がFM802しかなかったため、行政指導を受けなかった。
上記にはないが、岡山放送（フジテレビ系列=関西テレビも株保有）や瀬戸内海放送などかつて腸捻転時代にNETテレビ系列（現在のテレビ朝日ネットワーク）だったテレビ局にもわずかながら資本関係が残っている。
TBSホールディングスは、腸捻転の名残や、ラジオでの系列関係から当社だけでなく朝日放送グループホールディングスとも少数株主として相互の資本関係を結んでいる。

## グループ企業
- 株式会社毎日放送
- 株式会社MBSラジオ
- 株式会社GAORA
- 株式会社MBS企画
- 株式会社放送映画製作所
- 株式会社ミリカ・ミュージック
- 株式会社MBSファシリティーズ
- 株式会社ピコリ
- 株式会社MBSライブエンターテインメント
- 株式会社闇
- 株式会社MBSイノベーションドライブ
  - 株式会社アップランド
  - 株式会社TOROMI PRODUCE
  - 株式会社MGスポーツ
  - 株式会社Zipang
  - Vogaro株式会社
  - 株式会社ひなたライフ